# 福祉住環境コーディネーター
福祉住環境コーディネーター（ふくしじゅうかんきょうコーディネーター）は、日本の公的資格の1つ。高齢者や障害者に対して住みやすい住環境を整備するためのコーディネート（調整役）である。

## 概要
従来では例えば、建築は建築士、介護は介護福祉士、医療は医師や理学療法士などの専門職がそれぞれに担当し、全体的に見て住環境整備に必要な要素が抜け落ちやすかった。このような点を解消するため、上記資格者（建築・医療・介護福祉・行政など）の立場を理解し、各専門職の仲立ちをすることで、より利用者並びに利用者の家族の立場に立ち住環境整備を円滑化するための知識を得る、公的検定試験である。それ単体ではファシリテート（適宜介入）や専門対応ができず、実務では建築・医療・介護福祉・行政などに加味して活用するケースが多いのが実態である。ただし、2級を取得すると、介護保険を利用した住宅改修を行った際の必要書類である「住宅改修が必要な理由書」を作成することが認められている。
医療・福祉･建築について体系的で幅広い知識を身につけ、建築士やケアマネジャーなど各種専門職と連携をとりながらクライアントに適切な住宅改修プランを提示したり、福祉用具や諸施策情報などについてもアドバイスする。
東京商工会議所が主催している。1級から3級まであり、福祉系の資格としては珍しく特に受験資格は要らず、誰でも受験することができる。1級の検定試験は年1回（12月頃）全ての受験者が同一の日程でCBTで実施されている。2～3級はCBTまたはIBTで6～7月頃および10～11月頃にかけて実施されている。2021年までは2級に合格しなければ1級を受験することができなかったが2022年以降は2級に合格していなくても1級を受験することができることとなった。
職能団体としては、福祉住環境コーディネーター協会（任意団体）が東京商工会議所などの協力を得て2002年に結成されていたが、2019年に解散した。現在は全国福祉用具専門相談員協会（一般社団法人）が検定試験合格者をFJC会員（福祉住環境コーディネーター検定試験合格者）として迎え入れている。

## 合格率の推移
3級は第1回からおおむね40%から60%の合格率で推移している。2級は初期は10%台と低い合格率の回もあったが、近年は難易度によって平均30％〜50％まで振れ幅が広く、3級よりも高い回も多くなっている。1級は10%未満の低い合格率となっている。
なお、合格点は全級で100点満点中70点以上となっている。3級と2級はマークシート方式だが、1級は前後半でマークシート方式と記述式の2種類の試験を受験することとなっており、いずれも70点以上を獲得する必要がある。
|          |        | 3級      | 3級      | 3級    | 2級      | 2級      | 2級    | 1級      | 1級      | 1級    |
| 実施年度 | 実施回 | 受験者数 | 合格者数 | 合格率 | 受験者数 | 合格者数 | 合格率 | 受験者数 | 合格者数 | 合格率 |
| -------- | ------ | -------- | -------- | ------ | -------- | -------- | ------ | -------- | -------- | ------ |
| 1999年   | 第1回  | 9,935人  | 6,183人  | 62.2%  | 無し     | 無し     | 無し   |          |          |        |
| 1999年   | 第2回  | 8,427人  | 3,710人  | 44.0%  | 無し     | 無し     | 無し   |          |          |        |
| 2000年   | 第3回  | 25,430人 | 16,494人 | 64.9%  | 無し     | 無し     | 無し   |          |          |        |
| 2000年   | 第4回  | 無し     | 無し     | 無し   | 15,016人 | 2,534人  | 16.9%  |          |          |        |
| 2000年   | 第5回  | 26,221人 | 14,908人 | 56.9%  | 15,458人 | 5,542人  | 35.9%  |          |          |        |
| 2001年   | 第6回  | 33,728人 | 17,421人 | 51.7%  | 29,304人 | 8,109人  | 27.7%  |          |          |        |
| 2001年   | 第7回  | 31,676人 | 15,083人 | 47.6%  | 32,217人 | 18,460人 | 57.3%  |          |          |        |
| 2002年   | 第8回  | 35,323人 | 17,016人 | 48.2%  | 38,099人 | 10,462人 | 27.5%  |          |          |        |
| 2002年   | 第9回  | 32,950人 | 12,378人 | 37.6%  | 45,979人 | 7,023人  | 15.3%  |          |          |        |
| 2003年   | 第10回 | 35,120人 | 14,832人 | 42.2%  | 43,445人 | 8,584人  | 19.8%  |          |          |        |
| 2003年   | 第11回 | 32,458人 | 10,633人 | 32.8%  | 44,701人 | 12,065人 | 27.0%  |          |          |        |
| 2004年   | 第12回 | 32,530人 | 15,087人 | 46.4%  | 41,012人 | 17,630人 | 43.0%  |          |          |        |
| 2004年   | 第13回 | 27,031人 | 13,621人 | 50.4%  | 38,294人 | 12,453人 | 32.5%  |          |          |        |
| 2005年   | 第14回 | 23,592人 | 12,250人 | 51.9%  | 30,486人 | 13,585人 | 44.6%  |          |          |        |
| 2005年   | 第15回 | 20,913人 | 9,345人  | 44.7%  | 33,529人 | 15,777人 | 47.1%  | 2,078人  | 30人     | 1.4%   |
| 2006年   | 第16回 | 19,364人 | 8,920人  | 46.1%  | 24,370人 | 7,207人  | 29.6%  | 無し     | 無し     | 無し   |
| 2006年   | 第17回 | 17,443人 | 7,640人  | 43.8%  | 27,815人 | 16,133人 | 58.0%  | 1,867人  | 47人     | 2.5%   |
| 2007年   | 第18回 | 13,626人 | 5,559人  | 40.8%  | 16,750人 | 2,265人  | 13.5%  | 無し     | 無し     | 無し   |
| 2007年   | 第19回 | 12,372人 | 5,160人  | 41.7%  | 19,993人 | 4,775人  | 23.9%  | 1,359人  | 53人     | 3.9%   |
| 2008年   | 第20回 | 10,385人 | 4,787人  | 46.1%  | 14,793人 | 7,209人  | 48.7%  | 無し     | 無し     | 無し   |
| 2008年   | 第21回 | 10,830人 | 5,630人  | 52.0%  | 15,977人 | 10,572人 | 66.2%  | 1,120人  | 66人     | 5.9%   |
| 2009年   | 第22回 | 10,988人 | 7,527人  | 68.5%  | 15,119人 | 6,547人  | 43.3%  | 無し     | 無し     | 無し   |
| 2009年   | 第23回 | 10,302人 | 6,420人  | 62.3%  | 18,021人 | 9,292人  | 51.6%  | 867人    | 38人     | 4.4%   |
| 2010年   | 第24回 | 10,251人 | 5,726人  | 55.9%  | 16,497人 | 8,196人  | 49.7%  | 無し     | 無し     | 無し   |
| 2010年   | 第25回 | 10,288人 | 6,256人  | 60.8%  | 17,960人 | 11,018人 | 61.5%  | 761人    | 45人     | 5.9%   |
| 2011年   | 第26回 | 9,013人  | 5,373人  | 59.6%  | 14,295人 | 6,723人  | 47.0%  | 無し     | 無し     | 無し   |
| 2011年   | 第27回 | 8,635人  | 3,828人  | 44.3%  | 17,133人 | 5,635人  | 32.9%  | 708人    | 29人     | 4.1%   |
| 2012年   | 第28回 | 8,239人  | 4,443人  | 53.9%  | 14,738人 | 7,981人  | 54.2%  | 無し     | 無し     | 無し   |
| 2012年   | 第29回 | 8,205人  | 2,322人  | 28.3%  | 15,216人 | 8,043人  | 52.9%  | 867人    | 38人     | 4.4%   |
| 2013年   | 第30回 | 7,454人  | 4,702人  | 63.1%  | 14,282人 | 10,823人 | 75.8%  | 無し     | 無し     | 無し   |
| 2013年   | 第31回 | 7,159人  | 4,023人  | 56.2%  | 14,519人 | 10,449人 | 72.0%  | 635人    | 48人     | 7.6%   |
| 2014年   | 第32回 | 6,692人  | 4,975人  | 74.3%  | 12,905人 | 4,890人  | 37.9%  | 無し     | 無し     | 無し   |
| 2014年   | 第33回 | 6,702人  | 4,314人  | 64.4%  | 15,423人 | 6,522人  | 42.3%  | 611人    | 37人     | 6.1%   |
| 2015年   | 第34回 | 6,312人  | 3,971人  | 62.9%  | 14,233人 | 10,072人 | 70.8%  | 無し     | 無し     | 無し   |
| 2015年   | 第35回 | －人     | －人     | －%    | －人     | －人     | －%    | －人     | －人     | －%    |

## 業務の実際
実際に資格を取得しても「福祉住環境コーディネーター」という職種で採用している事業所や企業は非常に少ない。
受験する者は、建築関係の仕事（リフォーム会社や工務店）に就いている建築士、介護保険で福祉用具貸与や住宅改修などを行っている事業所の福祉用具専門相談員、ホームヘルパーや介護支援専門員など福祉関係職の受験が多い。自己のスキルアップや会社の資格取得勧めで受験する者もいる。